# 901
901（九百一、九〇一、きゅうひゃくいち）は自然数、また整数において、900の次で902の前の数である。

## 性質
- 901は合成数であり、約数は1, 17, 53, 901である。
  - 約数の和は972。
- 271番目の半素数である。1つ前は899、次は905。
- 901 = 100 × 9 + 1
  - n = 9 のときの 100n + 1 の値とみたとき1つ前は801、次は1001。(オンライン整数列大辞典の数列 A158128)
- 901 = 12 + 302 = 152 + 262
  - 異なる2つの平方数の和で表せる265番目の数である。1つ前は900、次は904。(オンライン整数列大辞典の数列 A004431)
  - 2つの平方数の和2通りで表せる52番目の数である。1つ前は890、次は905。
- 901 = 12 + 182 + 242 = 62 + 92 + 282 = 62 + 172 + 242 = 92 + 122 + 262 = 102 + 152 + 242
  - 3つの平方数の和5通りで表せる56番目の数である。1つ前は890、次は905。(オンライン整数列大辞典の数列 A025325)
  - 異なる3つの平方数の和5通りで表せる43番目の数である。1つ前は890、次は905。(オンライン整数列大辞典の数列 A025343)
- 901 = 103 − 102 + 1
  - n = 10 のときの n 3 − n 2 + 1 の値とみたとき1つ前は649、次は1211。(オンライン整数列大辞典の数列 A100104)
- 各位の和が10になる62番目の数である。1つ前は820、次は910。
  - 1～100までの数字和の総和である。(オンライン整数列大辞典の数列 A037123)

## その他 901 に関連すること
- 901運動
- 韓国鉄道901形蒸気機関車
- 大阪市交通局901形電車
- ニュージーランド航空901便エレバス山墜落事故
- 東日本旅客鉄道（JR東日本）901系→JR東日本209系電車#試作車（901系）
- 9月1日は防災の日である。1923年（大正12年）9月1日に関東大震災が発生した事から制定された。
- 901型補給艦
- 901i
- 901空
- 901号線 (オーストリア)